# Циклен
Циклен (англ. cyclen; 1,4,7,10-тетраазациклододекан) — макроциклическое соединение, лиганд, способный связывать металлы, аза-аналог краун-эфира 12-краун-4. Существуют высшие циклические производные циклена с бо́льшим количеством повторов. 

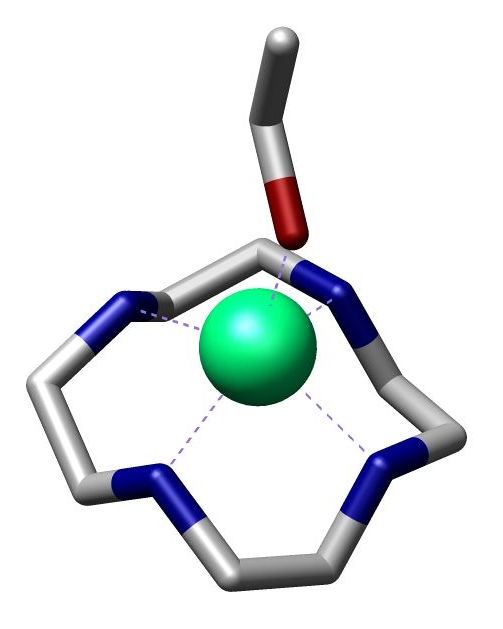
Комплекс циклена с цинком (II).

## Синтез
Циклен может быть синтезирован комбинированием двух отдельных компонентов в реакции нуклеофильного замещения. При этом концевые амино-группы в диэтилентриамине (1) активируются как аминные анионные нуклеофилы в реакции с тозил хлоридом в пиридине с образованием защищённой N-тозильной группы с последующим замещением протонов в реакции с этоксидом натрия. Спиртовые концевые группы диэтаноламина (2) активируются как электрофилы замещением на тозильные уходящие группы. Полученные таким образом компоненты соединяются в диметилформамиде при сильном разведении компонентов. Однако, если концентрация компонентов недостаточно низкая, возможна реакция простой полимеризации с образованием длинных цепей и без циклизации. В последней синтетической реакции после образования циклического соединения (6) тозильные группы удаляются в присутствии серной кислоты с образованием циклена (7).
Поскольку вышеописанная реакция требует высокого разведения компонентов, что приводит к низкому выходу, был предложен альтернативный синтез. Он начинается с триэтилентетраамина и дитиооксамида с образованием промежуточного амидина и последующей восстановительной реакции в присутствии гидрида диизобутилалюминия.

## Применение в медицине
Благодаря комплексообразующим свойствам циклен используется в магнитно-резонансной томографии в качестве контрастного вещества.